# NGC 3346
NGC 3346 (również PGC 31982 lub UGC 5842) – galaktyka spiralna z poprzeczką (SBc), znajdująca się w gwiazdozbiorze Lwa. Odkrył ją William Herschel 8 kwietnia 1784 roku.